# Amazonair
Amazonair er et pop/rock band fra København, der er dannet af Jesper Sloth Møller og Jacob Petersen i 2001.
Bandmedlemmer:
- Jesper Sloth Møller (vokal/guitar/keys)
- Pætur Sivertsen (guitar)
- Rasmus Hecter (bas/moog)
- Jacob Petersen (trommer/kor)

## Historie
- 2001 Jesper Sloth Møller (sang/guitar) og Jacob Petersen (trommer/kor) danner i en gammel bunker på Østerbro bandet Amazonair. Steffen Kruchov Madsen (bas) og Jonas Junggreen (guitar) træder kort tid efter ind i bandet. I efteråret indspillet de 4 den første demo med bl.a. sangen Amazing.

- 2002 Amazonair udvider lydbilledet med Christian Felters (keys) indtræden i bandet. Amazonairs første gig er på Gimle, Roskilde, den 29. januar. I marts vinder bandet DTUm i Rock. Præmiesum 13.000 kr. I semptember deltager bandet i Melody Maker Contest. Jonas forlader bandet i november.

- 2003 Pætur Sivertsen (guitar) fra Færøerne kommer med i bandet i starten af januar. Pætur’s første live gig med Amazonair er på The Australian Bar i København. Demo’en Dolled Up (Because Tonight og Happens) bliver indspillet i Outback studiet (Kick The Kangaroos studie/øvelokalet) i København og bliver mixet af KtK’s guiarist Søren Andersen. Lige efter indspilningen forlader Steffen bandet.
- 2004 Rasmus Hecter (bas) kommer med i bandet i marts. Rasmus’ første gig er på The Australian Bar i København. Amazonair forsøger sig også med extra korsanger, da nogle af numrene virker utroligt godt med kvindelig backing vokal – det kan f.eks. høres på numrene Because Tonight og Happens. Først var Sofie Baggøe med i bandet og da hun stoppede kom Nynne Hedal ind i billedet som korsangerinde. Selv om både Sofie og Nynne gjorde et flot stykke arbejde, var helhedsbilledet en smule forvirrende, så i

- 2005 besluttede Amazonair udelukkende at bruge kvindelig vokal i studie situationer. I maj blev ”Because Tonight” spillet på P3 i forbindelse med Starfighters konkurrencen. Amazonair kom igennem RUSK i foråret med i Plekter samarbejdet, som kastede flere koncerter udenfor København og Sjælland af sig, bl.a. Amazonair til Hede Rytmer festivallen i Silkeborg. I august indspiller Amazonair demo’en Every Day is a Miracle (Carfree, Every Day is a Miracle samt en genindspilning af Because Tonight). Kort tid efter spiller Christian Felter sin sidste koncert med bandet til Livecontest. Michael Haukelid træder ind i bandet og spiller sin første koncert på The Australian Bar, København. Efter to koncerter, melder Michael sig ud af bandet. Han når dog lige at lægge keys på de to første øvelokale indspilninger, Sweetest Sound og GetAround.

- 2006 Martin Valsted (keys) tilslutter sig den nu sammentømrede enhed der hedder AMAZONAIR. ”Because Tonight” ligger fire uger på Færøernes pendent til Tjecklisten, ”15 tær bestu”. Martins første koncert er på, traditionen tro, på The Australian Bar, København. Oktober '06: Martin forlader bandet, som nu arbejder med musikken på fuld tid. Amazonair består nu igen af Jesper, Pætur Rasmus og Jacob.

## Eksterne Henvisninger
Amazonair's officielle hjemmeside Arkiveret 7. april 2008 hos  Wayback Machine